# ريتشارد ديفيس (أستاذ جامعي)
ريتشارد ديفيس (بالإنجليزية: Richard Davis)‏ هو عازف جاز أمريكي، ولد في 15 أبريل 1930 في شيكاغو في الولايات المتحدة.

## وصلات خارجية
- الموقع الرسمي
- ريتشارد ديفيس على موقع IMDb (الإنجليزية)
- ريتشارد ديفيس على موقع ميوزك برينز (الإنجليزية)
- ريتشارد ديفيس على موقع أول ميوزيك (الإنجليزية)
- ريتشارد ديفيس على موقع ديسكوغز (الإنجليزية)